# Droß, Rechberg und Imbach
Die Herrschaft Droß, Rechberg und Imbach war eine Grundherrschaft im Viertel ober dem Manhartsberg im Erzherzogtum Österreich unter der Enns, dem heutigen Niederösterreich.

## Ausdehnung
Die Herrschaft umfasste zuletzt die Ortsobrigkeit über Droß, Rechberg, Droßer Waldhütten, Imbach, Prill, Egelsee, Scheibenhof, Amt Lengenfeld und Amt Theiß. Der Sitz der Verwaltung befand sich im Schloss Droß.

## Geschichte
Der letzte Inhaber war der Unternehmer und Bankier Georg Simon Freiherr von Sina zu Hodos und Kizdia, der als größter Grundbesitzer Ungarns galt. Nach den Reformen 1848/1849 wurde die Herrschaft aufgelöst.